# Archanara nigrescens
Archanara nigrescens är en fjärilsart som beskrevs av Horch 1932. Archanara nigrescens ingår i släktet Archanara och familjen nattflyn. Inga underarter finns listade i Catalogue of Life.